# Mieczysław Nowak (średniodystansowiec)
Mieczysław Nowak (ur. 5 lipca 1929 w Bydgoszczy, zm. 25 grudnia 2009) – polski lekkoatleta, średniodystansowiec.
Zdobył brązowy medal w biegu na 1500 metrów na Akademickich Mistrzostwach Świata (UIE) w 1947 w Pradze.
Był mistrzem Polski w biegu na 800 metrów i sztafecie olimpijskiej w 1947, wicemistrzem w sztafecie 4 × 400 metrów w 1947 oraz brązowym medalistą biegu na 800 metrów w 1946 i w 1948.
Rekordy życiowe:
| Konkurencja         | Data i miejsce         | Wynik  |
| ------------------- | ---------------------- | ------ |
| bieg na 400 metrów  | 31 lipca 1948, Wrocław | 53,0   |
| bieg na 800 metrów  | 11 lipca 1948, Poznań  | 1:58,6 |
| bieg na 1500 metrów | 8 sierpnia 1947, Praga | 4:18,2 |

Mąż lekkoatletki Gabrieli Hećko, mistrzyni Polski.